# Jonathan Zydko
Jonathan Zydko (* 12. Januar 1984 in Metz) ist ein ehemaliger französischer Fußballspieler.

## Karriere
Jonathan Zydko wurde in der lothringischen Hauptstadt Metz unweit der luxemburgischen sowie deutschen Grenze geboren und begann mit dem Fußballspielen beim Stadtteilverein FC Devant-le-Ponts sowie später beim Vorortclub ES Magny. Später verließ er das Département Moselle und schloss sich der AS Nancy an, bevor er im Alter von 16 Jahren in seiner Geburtsstadt der Fußballschule des FC Metz beitrat. Zydko spielte bis 2004 für diesen Klub und wechselte dann nach Deutschland zum Regionalligisten VfR Aalen. In seinem ersten Jahr gehörte er in der Hinrunde oftmals nicht dem Spieltagskader an, spätestens ab April 2005 kam er dann häufiger zum Einsatz. Insgesamt absolvierte Jonathan Zydko in seinem ersten Jahr bei seiner ersten Auslandsstation im Ligaalltag 18 Spiele und stand dabei in 14 Partien in der Anfangself. Die sportliche Situation war in der Hinrunde der Saison 2005/06 ähnlich und so gehörte er zeitweise nicht zum Spieltagskader oder kam zum Einsatz. So hatte Zydko insgesamt 12 Spiele in der Liga absolviert und stand dabei in 5 Partien in der Startformation. Es folgte ein Wechsel zum damaligen Zweitligisten 1. FC Saarbrücken, wo er in der zweiten Mannschaft eingesetzt wurde. Für diese Elf, die in der Oberliga spielte, kam Jonathan Zydko in der Rückrunde der Saison 2005/06 12 Einsätzen und dabei spielte er zumeist durch. Zum Saisonende stieg die erste Mannschaft der Saarländer aus der 2. Bundesliga in die Regionalliga ab und zu Beginn der Saison 2006/07 kam er anfänglich weiterhin in der zweiten Mannschaft zum Einsatz, doch in der Folgezeit spielte er nicht selten für die erste Elf. Für die erste Mannschaft, die in die Oberliga durchgereicht wurde, absolvierte Zydko 20 Punktspiele und stand dabei in acht Partien in der Startelf.
Nach dem Abstieg in die Oberliga erkämpfte er sich einen Platz in der Stammelf der ersten Mannschaft und verpasste nur eines von 34 Spielen. Jonathan Zydko verpasste mit dem 1. FC Saarbrücken den Wiederaufstieg in die Regionalliga und da die neugegründete vollprofessionelle 3. Liga die Regionalliga als dritthöchste Spielklasse ablöste, wurde die Oberliga nun zur fünfthöchsten Spielklasse, womit die Saarländer innerhalb von zwei Jahren sich von einem Zweit- zu einem Fünftligisten entwickelten. Es zog ihn in der Folge zum luxemburgischen Erstligisten UN Käerjéng 97, für die er im Ligaalltag in 20 von 26 Spielen zum Einsatz kam; zwei Partien verpasste er wegen einer Gelbsperre, in anderen Spielen gehörte er nicht zum Spieltagskader. Nach nur einem Jahr folgte die Rückkehr von Zydko zum 1. FC Saarbrücken, die mittlerweile wieder in die Regionalliga aufgestiegen waren. Als Stammspieler – er kam in 30 Spielen in der nun vierthöchsten deutschen Spielklasse zum Einsatz und erhielt dabei in 24 Partien das Startelfmandat – stieg er mit den Saarländern in die 3. Liga auf. Dort absolvierte Jonathan Zydko noch 24 Spiele und beendete dann das Kapitel FCS endgültig.
Daraufhin kehrte er in den luxemburgischen Fußball zu UN Käerjéng 97 zurück und blieb dort drei Jahre. Weitere Stationen waren Jeunesse Esch sowie der FC Monnerich; mit dem Verein aus Esch an der Alzette trat er in der ersten Qualifikationsrunde zur UEFA Europa League an und schied dort gegen den irischen Vertreter FC Dundalk aus. Mit Käerjéng trat Zydko ebenfalls in der ersten Runde der Qualifikation zur Europa League an und dort bedeutete der schwedische Klub BK Häcken Endstation, wobei er nicht zum Kader gehörte. Nach anderthalb Jahren beim FC Monnerich, wo er als Leihspieler von Jeunesse Esch spielte, beendete er seine aktive Karriere.